# Canadian Institute of Mining, Metallurgy and Petroleum
Il Canadian Institute of Mining, Metallurgy and Petroleum (CIM) è una prestigiosa organizzazione che si occupa dello sviluppo e della crescita tecnica, economica e professionale dei presenti e futuri operatori e dirigenti dell'industria mineraria, metallurgica, petrolifera e dell'energia in Canada.
È stata fondata nel 1898 a Montréal, dove tuttora ha sede. Nel 2010, l'organizzazione aveva 14.000 membri iscritti. La maggior parte dei membri del CIM è canadese, anche se circa 1.500 vivono all'estero.
La missione del CIM è quella di cercare nuove forme di sviluppo e possibilità di business per favorire la competitività internazionale del settore minerario, metallurgico ed energetico canadese.
Inoltre, l'istituzione ha un'importante funzione para-universitaria (soprattutto con gli atenei di Montréal) con lo scopo di formare leadership e servizi di qualità per i membri attraverso forum tecnici, pubblicazioni internazionali, opportunità di networking professionale, formazione continua, programmi di eccellenza e rapporti privilegiati con le compagnie dei settori interessati.
L'organizzazione è sita in Boulevard de Maissoneuve, nel quartiere di Westmount, a Montréal.
L'evento centrale che l'associazione tiene annualmente si tiene alla fine di maggio al Palazzo dei Congressi di Montréal.

## Pubblicazioni
L'organizzazione promuove l'innovazione anche attraverso la pubblicazione di giornali e riviste ufficiali sui temi cardine dei settori interessati. Tra le pubblicazioni più significative troviamo:
- Il Journal of Canadian Petroleum Technology
- Il Canadian Metallurgical Quarterly
- L'Exploration and Mining Geology Journal
- Il CIM Magazine ed il CIM Journal
- Il CIM Reporter